# Дондурма

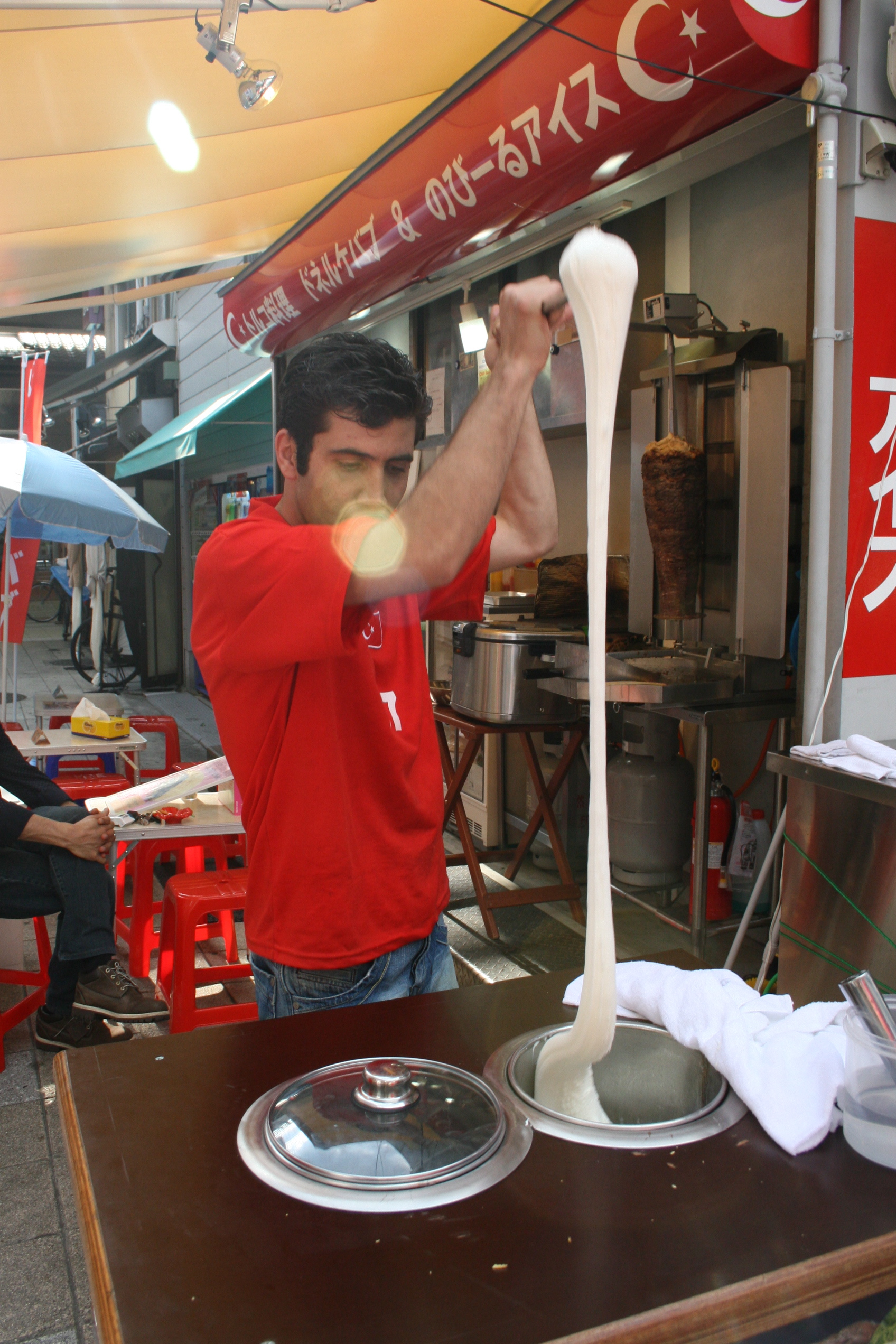

Дондурма (тур. Dondurma — заморожування) — традиційне турецьке морозиво. Дондурма зазвичай включає молоко, цукор, салеп та мастику. Вважається, що походить з регіону Кахраманмараш і тому відоме як «марашське морозиво».

## Опис
Дві якості відрізняють турецьке морозиво: текстура і стійкість до плавлення. Включення загусника салепа, борошна з кореня фіолетової орхідеї, і мастики, смоли, що надає можливість жувати. Регіон Кахраманмараш відомий своїм різновидом цього морозива, яке містить значно більше, ніж зазвичай салепа; тверде і в'язке, його іноді їдять з ножем і виделкою.

## Споживання та культура
Дондурма зазвичай продається з возиків вуличних торговців і у вітринах магазинів, де суміш регулярно місять за допомогою палиці з довгою ручкою, щоб тримати його придатним до споживання. Торговці часто дражнять клієнтів подаючи морозиво на паличці, а потім забираючи морозиво обертаючи його навколо палиці, перш ніж, нарешті дати його замовнику. Це іноді призводить до непорозуміння у клієнтів незнайомих з такою розвагою.
У 2010 році середня норма споживання морозива в Туреччині складала 2,8 літрів на людину в рік (у порівнянні з США у 18,3 літрів на людину в 2007 році, і лідером світового споживання- Новою Зеландією у 22–23 літрів в 2006 році). 
Деякі турки переконані, що холодні продукти, такі як морозиво, викликають хвороби — такі як ангіни та застуди; вважається, що споживання теплої рідини, під час споживання морозива протидіятиме цьому.
Популярність дондурми викликала зниження популяції диких орхідей у регіоні і призвела до заборони на експорт салепа. 
Дондурма також споживається у Греції, особливо на півночі країни, де вона називається «Dudurmas» або «Kaimaki».

## Галерея

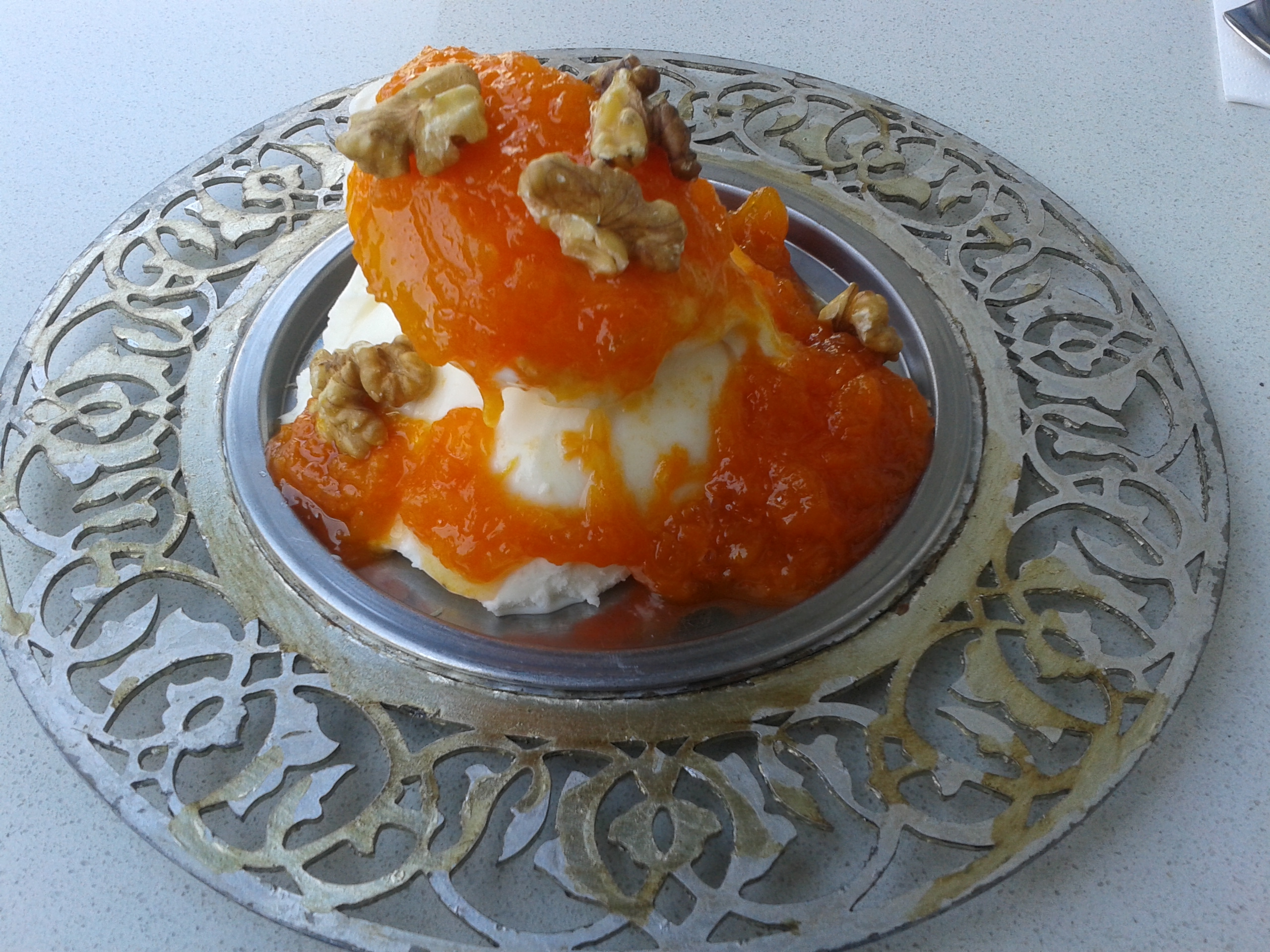
Дондурма із гарбузовим варенням
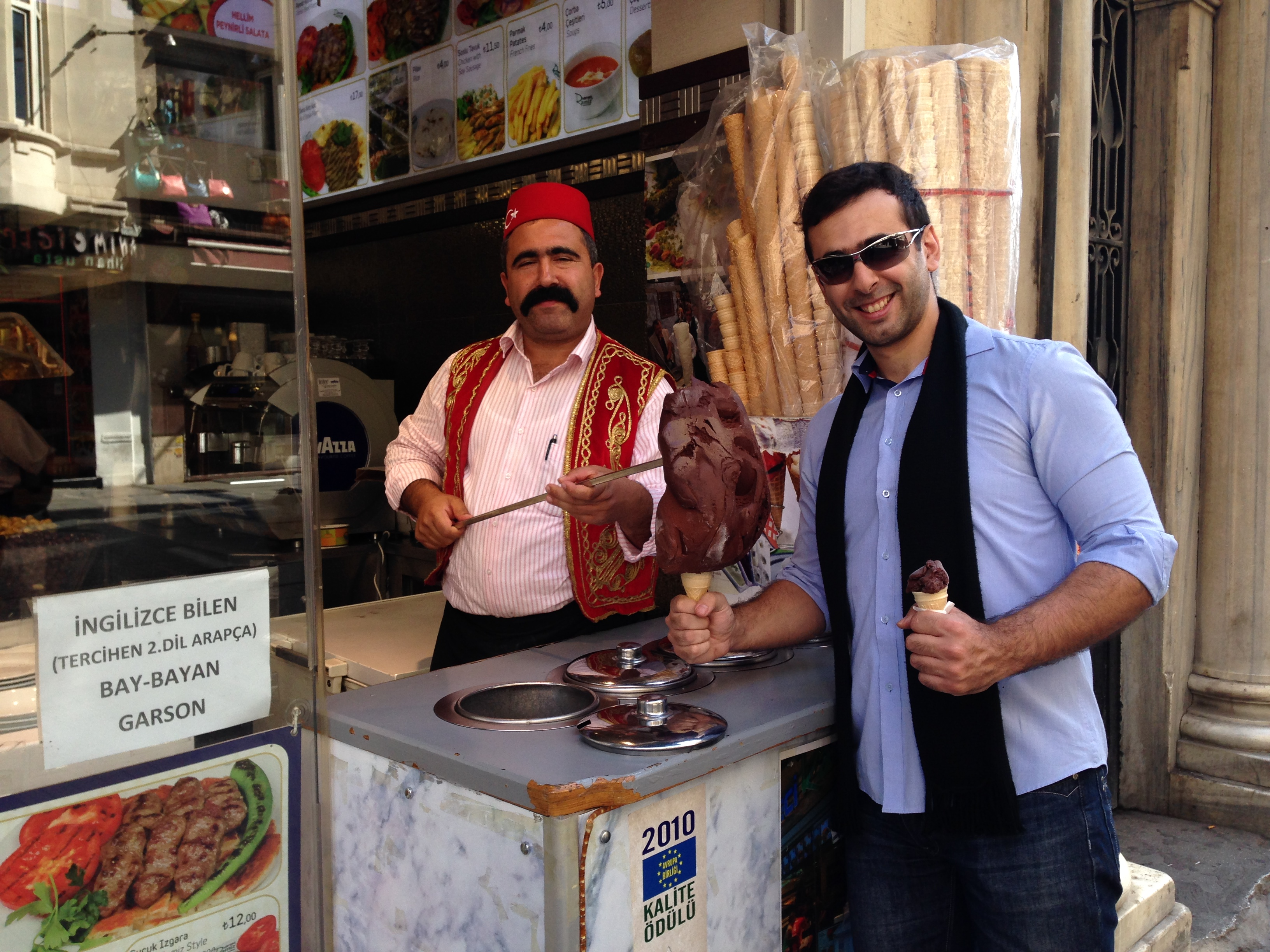
Шоколадна дондурма у вуличного торгівця
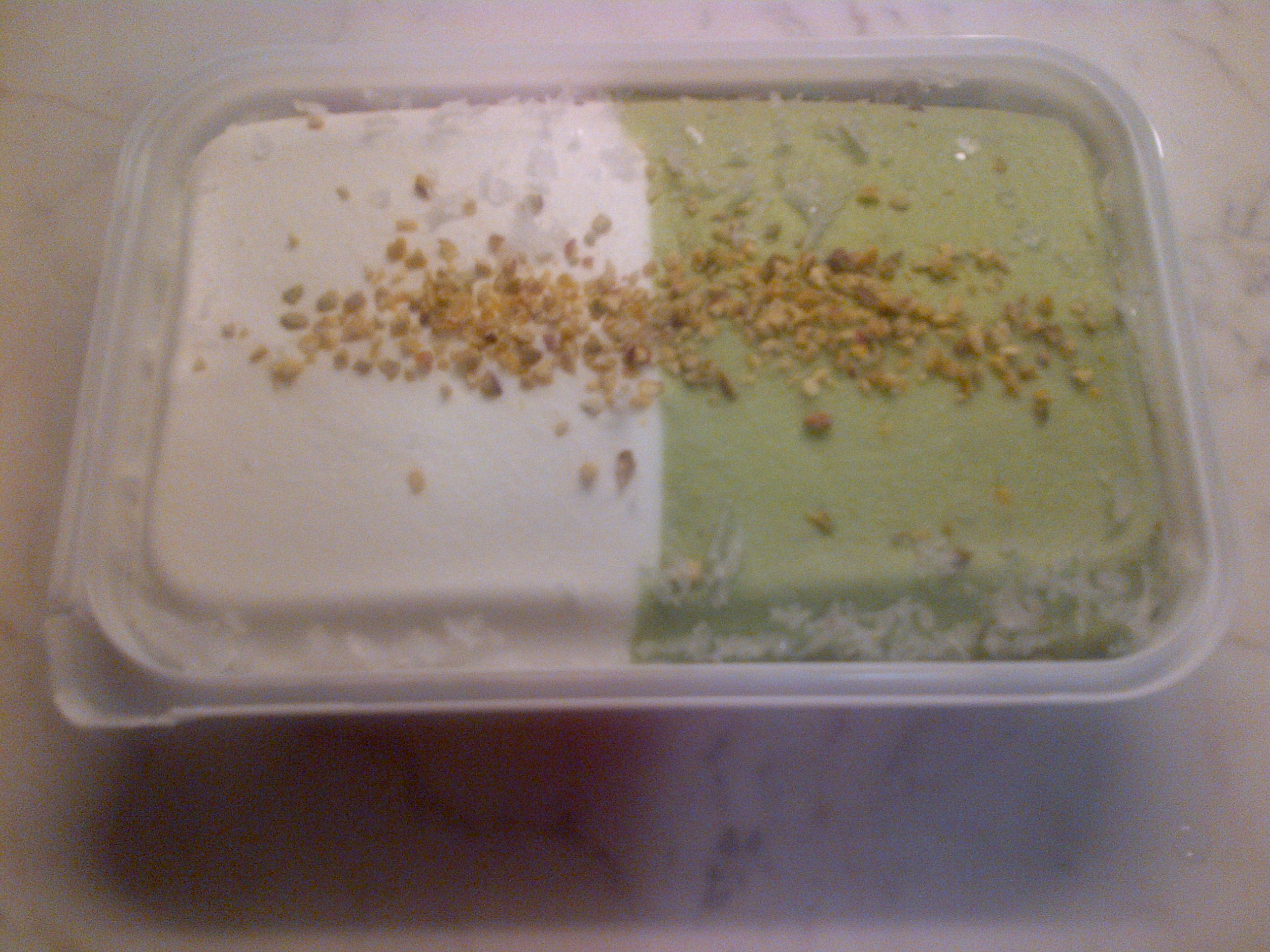
Фісташкова дондурма
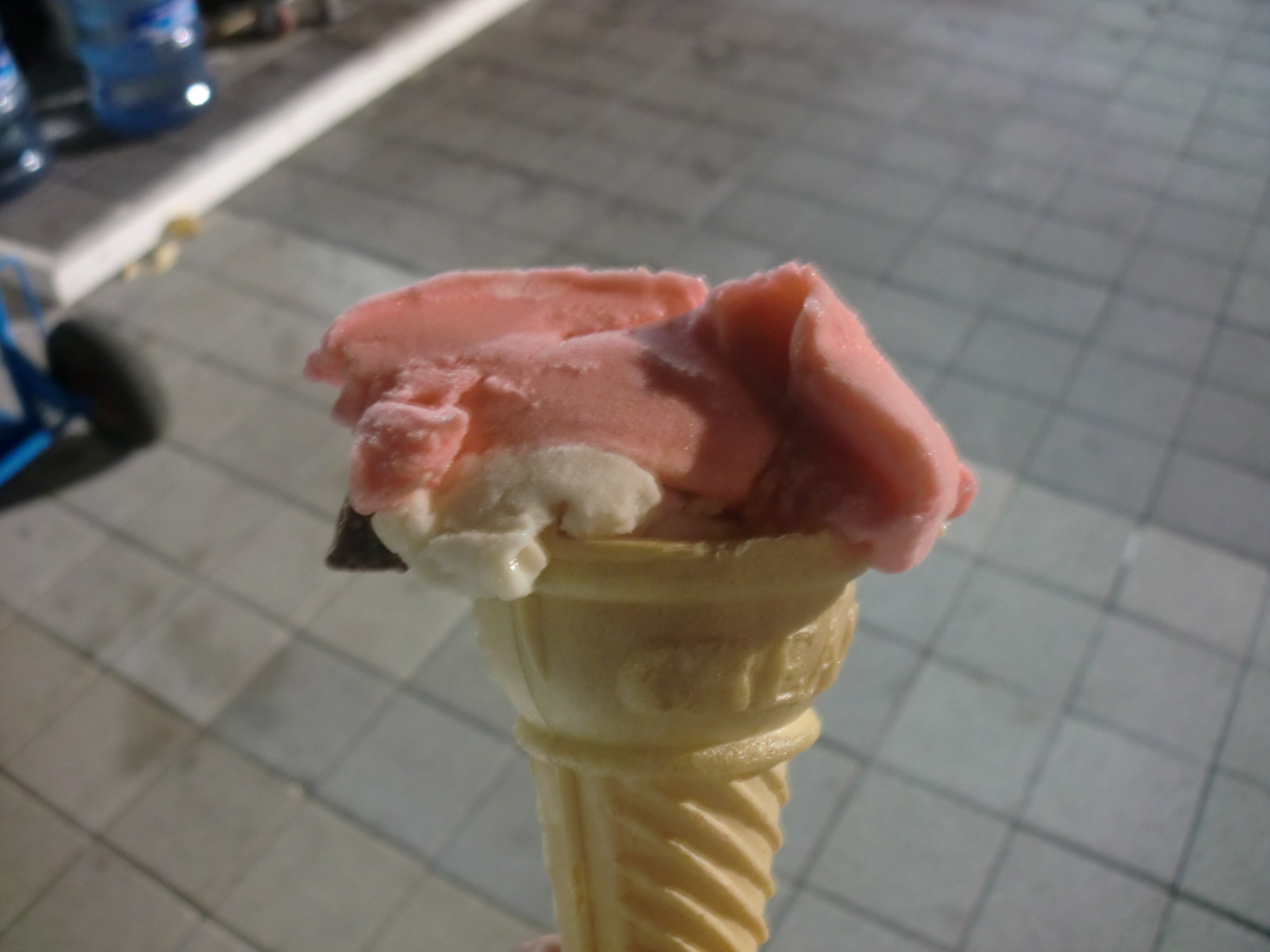
Дондурма на корейській виставці Expo 2012
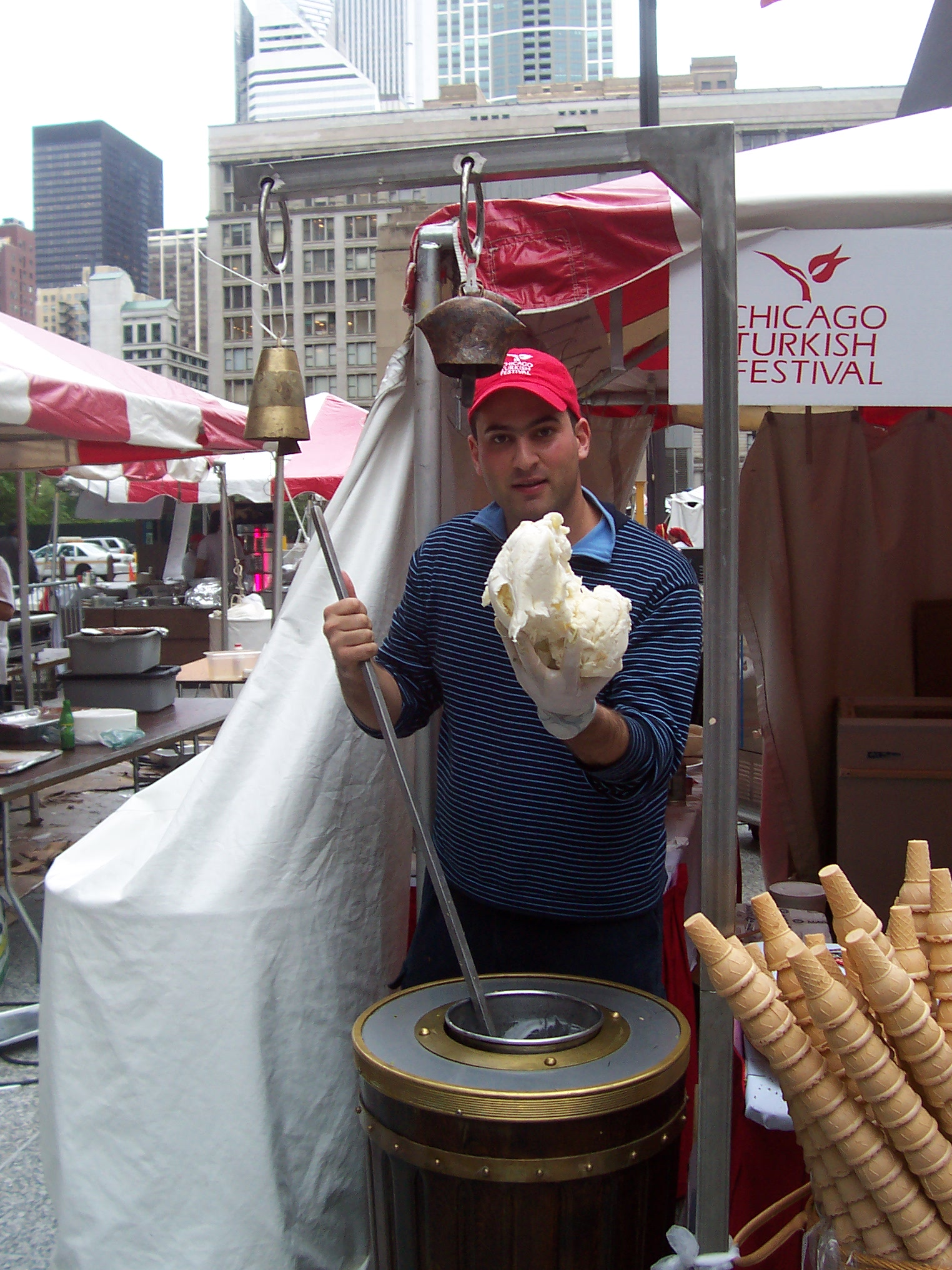
Продавець морозива на Чиказькому турецькому фестивалі